# Nicklas Pedersen
Nicklas Pedersen (Køge, 1987. október 10. –) dán válogatott labdarúgó, jelenleg a KV Mechelen játékosa.

## Pályafutása

### Klubcsapatban
A Herfölge Boldklub-nál kezdte pályafutását, 2007-ben a FC Nordsjælland játékosa lett. A csapat színeiben 11 gólt szerzett. 2009-ben leigazolta a Holland bajnokságban szereplő FC Groningen. 75 meccsen 14 gólt szerzett, és adott 7 gólpasszt.
2012-ben Belgiumba ment: először KV Mechelen-nél játszott, és egy jó év után KAA Gentre indult. Sérülések miatt nem siker volt a genti időszakja, még sikertelenebb az egyik szezon a KV Oostende-vel. 2017-ben visszatért Mechelenbe.

### A válogatottban
8 eddigi válogatott fellépésén nem szerzett gólt. Első mérkőzése egy Németország elleni felkészülési mérkőzés volt, amin 55 percet játszott.